# Elisabetta Cesone
Elisabetta Cesone (Torino, 18 ottobre 1957) è una doppiatrice e direttrice del doppiaggio italiana.

## Doppiaggio

### Film
- Charlotte Rampling in I colori della passione
- Sheila Kelley in La donna dai due volti
- Kayoko Kishimoto in Takeshis'
- Deborah Norton in Olocausto
- Elizabeth Peña in Virus assassino
- Mary Donnelly-Haskell in Una vita in gioco
- Ebony Jo-Ann in Eddie - Un'allenatrice fuori di testa
- Geneviève Mnich in La gazza ladra

### Film d'animazione
- Carmilla in Vampire Hunter D: Bloodlust
- Sandra in Space Adventure Cobra
- Oyaruru in La spada dei Kamui
- Indovina in Harmagedon - La guerra contro Genma
- Gogo in Zambezia
- Berryblue in Dragon Ball Super: Broly[1]

### Televisione
- Yvette Nicole Brown in Community
- Berlinda Tolbert in I Jefferson
- Laurie Klatscher in The Doctors
- Susanne Blakeslee in Ned - Scuola di sopravvivenza
- Kelly Bennett in Rituals
- Bete Mendes in Padroncina Flo
- Julia Calvo in Cata e i misteri della sfera
- Andrea Frankle in The Purge
- Therese Affolter in Frieden - Il prezzo della pace

### Serie animate
- Picchiarello in Picchiarello
- Moira in Insuperabili X-Men
- Nonna in Zevo-3
- Majo Tourbillon in Ma che magie DoReMi
- Energon 2 in Transformers
- Zia Polly Harrington in Pollyanna
- Miki in City Hunter
- Zofis in Zatch Bell!
- Kikonos in Mazinger Edition Z: The Impact!
- Tsume Inuzuka e Shima in Naruto
- Margaret March in Una per tutte, tutte per una
- Re Kaio dell'est in Dragon Ball Z
- Kinue Kodama in The After-Dinner Mysteries
- Signora Magrooney in Sabrina
- Dilys Price in Sam il pompiere[2] (serie del 2004)
- Twiba in Big & Small
- Scofandra in Æon Flux
- Enya Gail in Le bizzarre avventure di JoJo
- Miranda Holbrooke in Little Witch Academia
- Personaggi vari in Le fiabe di Andersen
- Strega, personaggi vari in Le fiabe son fantasia
- Mamma di Gian in Doraemon
- Lizzie Bareare in Overlord
- Ayano "Otose" Terada in Gintama (2^voce)
- Diana in Orizzonti Pokémon: La serie
- Jaine in That Time I Got Reincarnated as a Slime

### Videogiochi
- Maia in Jak and Daxter: The Precursor Legacy[3]
- Mz Ruby in Sly Raccoon
- La contessa in Sly 2: La banda dei ladri
- Fluffy in Ty la tigre della Tasmania, Ty la tigre della Tasmania 2: La banda del boomerang
- Helga in  Ratchet & Clank, Ratchet & Clank 3
- Lian Xing in Syphon Filter 2, Syphon Filter 3, Syphon Filter: Omega Strain, Syphon Filter: Dark Mirror
- Barbara Jagger in Alan Wake[4]
- Uriel in Darksiders[5], Darksiders II[6]
- Regina Myrrah in Gears of War[7], Gears of War 2[8], Gears of War 3[9], Gears 5[10]
- Bernadette "Bernie" Mataki in Gears of War 3[9]
- Narratrice in God of War[11], God of War: Chains of Olympus[12], God of War: Ghost of Sparta[13], God of War: Ascension[14]
- Callisto in God of War: Ghost of Sparta[13]
- Artemide e Oracolo del villaggio in God of War[11]
- Gaia in God of War II[15] e God of War III[16]
- Dottoressa dell'Ospedale Ventris in Warhammer 40.000: Space Marine[17]
- Madame Prudence in Dishonored[18]
- Succube in DmC Devil May Cry[19]
- Eileen in Bloodborne[20]
- Ana in Overwatch
- Mandy Stiles e Predone femminile in Fallout 4[21]
- Infermiera Nina in Borderlands: The Pre-Sequel[22]
- Teersa in Horizon Zero Dawn[23]
- Impa in The Legend of Zelda: Breath of the Wild[24] e The Legend of Zelda: Tears of the Kingdom[25]
- Narratore in MediEvil
- Eveline anziana in Resident Evil 7[26]
- Miranda Keyes in Halo 2[27] e Halo 3[28]
- Hildegard Von Lewenstein in Anno 1404[29]
- Drusilla in Assassin's Creed: Odyssey[30]
- Reda in Assassin's Creed: Origins[31] e Assassin's Creed: Valhalla
- Mary Anne Disraeli in Assassin's Creed: Syndicate[32]
- Shimasani in Beyond: Due anime[33]
- D-Fault in Borderlands[34]
- Presidente Brossworth in Call of Duty: Black Ops II[35]
- Comandante Naomi Shirada in Command & Conquer: Red Alert 3[36]
- Nancy Jones in Planet Zoo[37]
- Voce Narrante in Cryostasis: Il Sonno della Ragione[38]
- Nonna Crouton in Dementia: è uno stato mentale[39]
- Diablo in Diablo III[40] e Heroes of the Storm[41]
- Nonna, Dottoressa Jeanine Park e Cittadini di Mercuria in Dreamfall: The Longest Journey[42]
- Tapiri in L'era glaciale 2 - Il disgelo[43]
- Scarlatta in Fable - The Lost Chapters[44]
- Edith Crenshaw nel DLC di BioShock Infinite[45]
- Agatha in Fahrenheit[46]
- Nancy in Far Cry 5[47]
- Dolores Umbridge in Harry Potter e l'Ordine della Fenice[48] e Harry Potter e i Doni della Morte - Parte 1[49]
- Sorella Mary in Hitman: Absolution[50]
- Betty in Infamous: Second Son[51]
- Teersa in Horizon Zero Dawn,[52] LEGO Horizon Adventures[53]
- Gleb in Star Wars: Battlefront II[54]
- Falena, madre d'Inosuke e vecchia strega in Sekiro: Shadows Die Twice[55]
- Root Madre / Evelyn Ceder, cacciatrice e voce narrante (a inizio gioco) in Remnant: From the Ashes[56]
- Kupuna-Wa in Crash Bandicoot 4: It's About Time[57]
- Nonna in Wavetale[58]
- Jocasta Nu in LEGO Star Wars: La saga degli Skywalker[59]
- Lorn'ess in Star Trek: Prodigy Supernova[60]
- Zinaida Petrovna Muravyova / Nonna Zina in Atomic Heart[61]
- Milusa in Final Fantasy XVI[62]
- Bad Juju in Skylanders: Trap Team e Skylanders: Imaginators
- Professoressa Matilda Weasley in Hogwarts Legacy[63]
- Elenta in Diablo IV[64]
- Eti e Vio in Monster Hunter Wilds[65]